# Mniaa
Mniaa (en àrab امنيع, al-Maniʿ) és una comuna rural de la província de Settat de la regió de Casablanca-Settat, al Marroc. Segons el cens de 2014 tenia una població total de 11.789 persones.